# Gymnothorax eurostus
Gymnothorax eurostus là một loài cá lịch trần thuộc họ Cá lịch biển, phân bố ở Ấn Độ Dương-Thái Bình Dương. Loài này được tìm thấy ở phía đông Thái Bình Dương từ Costa Rica đến đảo Phục Sinh, ở độ sâu 40 m (130 foot). Chiều dài cơ thể của loài này có thể đạt 60 cm (24 inch). Chúng là loài ăn thịt phàm ăn về đêm, thức ăn của chúng là các loài cá rạn san hô.